# Stuart Little
Stuart Little er en film fra 1999, lavet af Columbia Pictures.
I 2002 udkom fortsættelsen, ved navn Stuart Little 2.

## Rollebesætning

### Live-action
- Geena Davis som Eleanor Little
- Hugh Laurie som Frederick Little
- Jonathan Lipnicki som George Little
- Jeffrey Jones som Crenshaw Little
- Connie Ray som Tina Little
- Allyce Beasley som Beatrice Little
- Brian Doyle-Murray som Edgar Little
- Estelle Getty som Estelle Little
- Harold Gould som Spencer Little
- Patrick Thomas O'Brien som Uncle Stretch Little
- Stan Freberg som Race Announcer
- Jon Polito som Detektiv Sherman
- Jim Doughan som Detektiv Phil Allen
- Julia Sweeney som Mrs. Keeper, Head of the Orphanage
- Miles Marsico som Anton

### Stemmer
- Michael J. Fox som Stuart Little
- Chazz Palminteri som Smokey the Chief
- Nathan Lane som Snebold
- Steve Zahn som Monty the Mouth
- David Alan Grier som Red
- Bruno Kirby som Reginald Stout
- Jennifer Tilly som Camille Stout
- Jim Doughan som Lucky

## Danske stemmer
- Preben Kristensen som Stuart Little
- Paprika Steen som Eleanor Little
- Martin Brygmann som Frederick Little
- Sofus Addington som John Little
- Niels Olsen som Snebold
- Peter Belli som Smokey og Spencer
- Lars Mikkelsen som Monty
- Oliver Rannje som Skipper
- Peter Aude som Luske, Edgar, Herman og Beechwood
- Henrik Koefoed som Røde og Cornelius
- Dick Kaysø som Ricardo Stout og Løbsleder
- Birgitte Raaberg som Camilla Stout og Beatrice
- Mette Markmann som Fru Keeper og Fru Cornelius
- Sebastian Dorset som Onkel Stræk
- Jens Sætter-Lassen som Anton
- Annelise Hauberg som Stella